# Doris Pitkin Buck
Doris Pitkin Buck (geboren am 3. Januar 1898 in New York City; gestorben am 4. Dezember 1980) war eine US-amerikanische Science-Fiction-Autorin.

## Leben
Buck schloss 1920 am Bryn Mawr College mit B. A. und 1925 an der Columbia University mit M. A. ab, arbeitete in der Folge mit Theatergruppen und gab Kurse an der Ohio State University.
1952 erschien ihre erste SF-Kurzgeschichte Aunt Agatha im Magazine of Fantasy and Science Fiction. Auch bei den folgenden Veröffentlichungen blieb sie diesem Magazin treu.
Sie wurde mehrfach für den Nebula Award nominiert und war ein Gründungsmitglied der Science Fiction Writers of America.

## Bibliografie der Kurzgeschichten
- Aunt Agatha (in: The Magazine of Fantasy and Science Fiction, October 1952)
- The Appraiser (in: The Magazine of Fantasy and Science Fiction, February 1954)
- Two-Bit Oracle (in: The Magazine of Fantasy and Science Fiction, August 1954)
- Dywyk (in: The Magazine of Fantasy and Science Fiction, October 1955)
- Spanish Spoken (in: The Magazine of Fantasy and Science Fiction, August 1957)
- Birth of a Gardener (in: The Magazine of Fantasy and Science Fiction, June 1961)
- Green Sunrise (in: The Magazine of Fantasy and Science Fiction, November 1961)
- Come Where My Love Lies Dreaming (in: The Magazine of Fantasy and Science Fiction, February 1964)
  - Deutsch: Flucht in die Träume. Übersetzt von Charlotte Winheller. In: Charlotte Winheller (Hrsg.): Irrtum der Maschinen. Heyne Allgemeine Reihe #299, 1964.
- Story of a Curse (in: The Magazine of Fantasy and Science Fiction, June 1965)
  - Deutsch: Die Geschichte eines Fluches. Übersetzt von Uwe Anton. In: Charles G. Waugh, Isaac Asimov und Martin H. Greenberg (Hrsg.): Sternenschiffe (1). Ullstein Science Fiction & Fantasy #31144, 1987, ISBN 3-548-31144-X.
- Girls Will Be Girls (in: The Magazine of Fantasy and Science Fiction, February 1966)
- The Little Blue Weeds of Spring (in: The Magazine of Fantasy and Science Fiction, June 1966)
- Why They Mobbed the White House (1968, in: Damon Knight (Hrsg.): Orbit 3)
  - Deutsch: Warum sie das Weisse Haus stürmten. In: Damon Knight (Hrsg.): Damon Knight’s Collection 4. Fischer Taschenbuch (Fischer Orbit #7), 1972, ISBN 3-436-01509-1.
- Transgressor’s Way (in: The Magazine of Fantasy and Science Fiction, July 1969)
- Bughouse (in: The Magazine of Fantasy and Science Fiction, January 1970)
- Spring and the Green-eyed Girl (in: The Magazine of Fantasy and Science Fiction, January 1971)
- The Giberel (1971, in: Robert Silverberg (Hrsg.): New Dimensions 1: Fourteen Original Science Fiction Stories)
  - Deutsch: Die Giberels. Übersetzt von Leni Sobez. In: Lloyd Biggle, jr. (Hrsg.): Gute Nachrichten aus dem Vatikan und andere »Nebula«-Preis-Stories 1. Moewig (Playboy Science Fiction #6721), 1981, ISBN 3-8118-6721-0.
- Blackberry Winter (in: The Magazine of Fantasy and Science Fiction, June 1973)
- Voyage With Interruption (in: The Magazine of Fantasy and Science Fiction, December 1973)
- Please Close The Gate On Account of the Kitten (in: The Magazine of Fantasy and Science Fiction, April 1975)
  - Deutsch: Katzen auf dem Gelände. Übersetzt von Birgit Reß-Bohusch. In: Manfred Kluge (Hrsg.): Wegweiser ins Nirgendwo. Heyne SF&F #3502, 1976, ISBN 3-453-30392-X.
- Cacophony in Pink and Ochre (in: Harlan Ellison (Hrsg.): The Last Dangerous Visions, nicht erschienen)